# Стела
Сте́ла (лат. stela от др.-греч. στήλη — столб) — каменная, мраморная, гранитная или деревянная вертикальная плита (или столб) с высеченными на ней текстами или изображениями. В древности такие плиты или столбы устанавливали в качестве межевых знаков, надгробных или памятных монументов.

## История
Подобные знаки известны с эпохи неолита, а затем бронзового и железного веков. Ближайший аналог — менгир.
Стелы известны в культуре стран Ближнего и Среднего Востока. Например, «Стела коршунов» и «Стела Хаммурапи» в Сузах, древне-египетский «Палермский камень» и «Розеттский камень». В древнем Китае стелы были популярны на протяжении многих веков. Наиболее важные стелы — императорские часто устанавливали на спине каменных черепах, именуемых «гуйфу» или «биси». В древней китайской столице Сиане большое количество стел экспонируют в музее, известном как Лес стел.
В Древней Греции «стелами» называли культовые каменные или мраморные столбы на перекрёстках дорог, посвящённые местным божествам или богу-охранителю дорог и торговли Гермесу. Их называли гермами (др.-греч. ἔρμα — подпора, столб, увенчанный изображением головы бога Гермеса). Древние римляне посвящали такие столбы богу границ и межевых знаков Терминусу (лат. Terminus). Отсюда вторичное, последующее значение слова: термин (лат. terminus — предел, граница). Надгробные или мемориальные стелы оформляли также различными рельефными изображениями, а верхнюю часть — карнизом или архитектоническим навершием в виде треугольного фронтона или акротерия.
Выдающимися памятниками искусства являются надгробные стелы древнегреческого Керамика, района Древних Афин, где расположен античный некрополь. Такова стела сестёр Деметрии и Памфилы (325—310 гг. до н. э.), «Надгробие Гегесо» (ок. 410 г. до н. э.), «Надгробие афинского всадника» (аналоги: Римско-германский музей, Кёльн) или знаменитое «Надгробие Дексилея» (ок. 390 г. до н. э.). Надгробные стелы украшали памятными изображениями умерших, сценами предсмертного расставания или погребальной трапезы. Иногда стелу делали полностью архитектонической, она изображала врата в загробный мир: створки слегка приоткрытых дверей с орнаментом плетения или «римского трельяжа», объединённых в верхней части акротерием. Функцию стелы могли выполнять и керамические либо мраморные сосуды, используемые в погребальном культе: амфоры, лекифы и лутрофоры. Мраморные стелы расписывали восковыми красками, украшали тканями и живыми цветами.

## Галерея
- «Стела коршунов», фрагмент. Лагаш. XXV в. до н. э. Лувр, Париж
- Палермский камень. Диорит. Около 2400 г. до н. э. Археологический музей, Палермо
- Розеттский камень. Британский музей, Лондон
- Погребальная стела из Древнего Египта. Музей Эшмола, Оксфорд, Англия
- Стела с Законами Хаммурапи. Между 1793 и 1751 гг. до н. э. Чёрный мрамор. Лувр, Париж
- Стела Деметрии и Памфилы. 325-310 до н. э. Мрамор. Археологический музей Керамика, Афины
- Надгробная стела. Мрамор, роспись. Национальный археологический музей, Афины
- Надгробные стелы. Экспозиция Национального археологического музея в Афинах
- Стела Гегесо. Ок. 410 г. до н. э. Мрамор. Национальный археологический музей, Афины
- Надгробные стелы в Керамике, Афины
- Надгробие Дексилея. Ок. 390 г. до н. э. Мрамор.
- Копия Надгробия Дексилея и другие стелы на Дипилонском кладбище Афин

## В Библии
В Библии описана стела (στήλη сте́ле; ивр. מצבה‎ мацева) и причина её возведения (Быт. 31:45).

Теперь заключим союз я и ты и это будет свидетельством между мною и тобою. При сём Иаков сказал ему: вот, с нами нет никого; смотри, Бог свидетель между мною и тобою. И взял Иаков камень и поставил его памятником. И сказал Иаков родственникам своим: наберите камней. Они взяли камни и сделали холм и ели и пили там на холме. И сказал ему Лаван: холм сей свидетель сегодня между мною и тобою. И назвал его Лаван «Иегар-Сагадуфа»; а Иаков назвал его «Галаадом». И сказал Лаван Иакову: сегодня этот холм и памятник, который я поставил между мною и тобою — свидетель. Посему и наречено ему имя «Галаад», также «Мицпа», оттого, что Лаван сказал: да надзирает Господь надо мною и над тобою, когда мы скроемся друг от друга; если ты будешь худо поступать с дочерями моими или если возьмёшь жён сверх дочерей моих, то, хотя нет человека между нами, который бы видел, но смотри, Бог — свидетель между мною и между тобою. И сказал Лаван Иакову: вот холм сей и вот памятник, который я поставил между мною и тобою; этот холм — свидетель и этот памятник — свидетель, что ни я не перейду к тебе за этот холм, ни ты не перейдёшь ко мне за этот холм и за этот памятник для зла.
— Быт. 31:44—52